# Preußische S 2
In der Gattung S 2 waren Schnellzuglokomotiven der Preußischen Staatseisenbahnen zusammengefasst. Es gab die Bauarten der Eisenbahndirektionen Hannover, Erfurt und Main-Neckar.

## Bauart Hannover
Die Lokomotiven dieser Bauart waren die ersten der Preußischen Staatseisenbahnen mit der Achsformel 2'B. Im Gegensatz zu den meisten anderen S 2 wurden sie in Verbund-Bauart ausgeführt. Sie wurden von August von Borries entworfen. Eine Besonderheit ist das sogenannte Hannover-Drehgestell. Hierbei wird die Last, ohne das Drehgestell zu belasten, über die beiden Gleitschuhe der federbelasteten Rückstellvorrichtung direkt auf die Längstragfeder übertragen. Dieses Prinzip wurde bis zum Ende der Dampflokzeit beibehalten.
Von der Bauart Hannover wurden nur zwei Exemplare in Dienst gestellt, die Henschel 1890 gebaut hatte. Sie trugen zuerst die Nummern Hannover 20 und 21, dann Altona 448 und 449 und zuletzt S 2 Altona 101 und 102. Da sie wie die anderen älteren Verbundmaschinen Schwierigkeiten bei der Anfahrt hatten, wurde dieser Typ nicht weitergebaut. Die Lokomotiven  wurden 1912 ausgemustert.
Die Fahrzeuge waren mit Schlepptendern der Bauart 3 T 10,5 ausgestattet.

## Bauart Erfurt (Normalbauart)
Ein Jahr nach dem Bau der Bauart Hannover wurden vier weitere Maschinen mit der Achsformel 2'B für die Direktion Erfurt von Henschel hergestellt, davon zwei in Verbundbauart. Ihre Heizfläche war größer als die bei den Exemplaren der Bauart Hannover. Die S 2 der Bauart Erfurt gehörte zu der Versuchsserie von 1891 mit jeweils vier Schnellzug- und vier Personenzuglokomotiven (siehe Preußische P 4.1), von denen je zwei in Verbund- und zwei in Zwillingsausführung gebaut wurden. Sie waren bis auf die für den Verbundantrieb notwendigen Änderungen baugleich. Wie auch bei der Erfurter P 4 bewährte sich auch hier das Laufdrehgestell nicht sonderlich. Außerdem hatte die Verbundlokomotiven bauartbedingte Schwierigkeiten bei der Anfahrt.
Aufgrund dieser Erfahrungen wurde im Jahr 1892 nur die Zwillings-Bauart in 148 weiteren Exemplaren weitergebaut. Die Lokomotiven wurden im schweren Schnellzugdienst eingesetzt. Nachdem 1893 die S 3 zur Verfügung stand, wurde der Bau der S 2 eingestellt.
Als später leistungsfähigere Schnellzuglokomotiven zur Verfügung standen, wurde die S 2 in den Eilzug- und Personenzugdienst verdrängt. Ab 1906 wurden insgesamt 26 S 2 in Verbundausführung umgebaut und dann in die Gattung S 3 eingeordnet.
Eine Lokomotive wurde mit einem Lentz-Wellrohrkessel geliefert; sie erreichte allerdings nicht die gewünschte Leistung. So zog sie einen 210 Tonnen schweren Zug auf eine Strecke mit 5 Promille Steigung mit nur 50 km/h hinauf. Zudem explodierte bei ihr 1894 der Kessel. Daraufhin erhielt sie einen Kessel der Normalbauart.
Die Erfurter Verbundmaschinen wurden 1912 als Halle 103 und 104 ausgemustert.
Die Deutsche Reichsbahn übernahm 1923 noch sieben in Verbund-Bauart umgebaute S 2 als 13 001 – 007 in ihren Umzeichnungsplan für Dampflokomotiven. Im Umzeichnungsplan von 1925 war nur noch eine Lok als 13 001 enthalten, die bis 1926 ausgemustert wurde. Die ursprünglich als 13 001 vorgesehene Lokomotive musste noch nach Polen abgegeben werden und kam im Zweiten Weltkrieg als 13 304 zur Reichsbahn.
Die Fahrzeuge waren mit Schlepptendern der Bauart 3 T 15 ausgestattet.

## Bauart Main-Neckar
Die S 2 der Main-Neckar-Eisenbahn-Gesellschaft waren Schnellzuglokomotiven Achsfolge 1B1. Die ersten acht der 15 Lokomotiven dieses Typs wurden 1892 und 1895 von Cockerill in Belgien, die anderen sieben 1898–1902 von der MBG Karlsruhe nach dem Vorbild der belgischen Reihe 12 gebaut. Aufgrund ihres Herstellers und ihres Erscheinungsbildes bekamen sie den Spitznamen Krokodil. Die Bahngesellschaft wurde 1902 zwischen der Preußischen Staatseisenbahnen und der Badischen Staatseisenbahnen aufgeteilt, die Lokomotiven gelangten als S 2 Mainz 101–115 in den preußischen Bestand.
Die in Deutschland ungewohnte Achsfolge 1B1 war eine Zeitlang vor allem in Frankreich die Achsfolge für Schnellzuglokomotiven schlechthin, hatte aber gegenüber der 2'B schlechtere Laufeigenschaften. Auffallend war der kurze Gesamtachsstand der Lokomotiven und auch der geringe Abstand zwischen beiden Treibachsen von nur 2.165 mm. Durch den Durchmesser der Räder von 2.100 mm waren deren Spurkränze nur wenige Zentimeter voneinander entfernt.
Die Fahrzeuge waren mit Schlepptendern der Bauart 2'2 T 16, unter der späteren Regie der Preußischen Staatseisenbahnen mit den Typen 3 T 11 oder 3 T 13 ausgestattet.